# Choi Eun-Sook
Choi Eun-Sook (en coreano: 최은숙; Gwangju, 28 de febrero de 1986) es una deportista surcoreana que compitió en esgrima, especialista en la modalidad de espada. Participó en dos Juegos Olímpicos de Verano en los años 2012 y 2016, obteniendo una medalla de plata en Londres 2012 en la prueba por equipos.

## Palmarés internacional
| Juegos Olímpicos | Juegos Olímpicos      | Juegos Olímpicos | Juegos Olímpicos   |
| Año              | Lugar                 | Medalla          | Prueba             |
| ---------------- | --------------------- | ---------------- | ------------------ |
| 2012             | Londres (Reino Unido) | Medalla de plata | Espada por equipos |